# Hülya Koçyiğit
Hülya Koçyiğit (Istanboel,  12 december 1947) is een Turkse actrice. Koçyiğit heeft in ongeveer 180 films gespeeld. Samen met Türkan Şoray, Filiz Akın en Fatma Girik is ze een icoon voor de gouden eeuw in de Turkse cinematografie en wordt ze beschouwd als een van de vier belangrijkste actrices in de Turkse cinema.

## Biografie
Hülya Koçyiğit is de oudste dochter van Sedat en Melek Koçyiğit. Haar ouders waren immigranten uit Bulgarije. Na Hülya kreeg het gezin twee andere dochters: Feryal en Nilüfer.

## Persoonlijk leven
Koçyiğit  is sinds 1968 gehuwd met Selim Soydan, die destijds bij Fenerbahçe SK voetbalde. Uit dit huwelijk werd een dochter genaamd Gülşah geboren. Haar dochter Gülşah verscheen al op jonge leeftijd in verschillende bioscoopfilms. Hülya Koçyiğit heeft twee kleinkinderen: Neslişah en Aslışah Alkoçlar.

## Filmografie
- 1963: Saskin baba
- 1963: Susus yaz
- 1970: Zeyno
- 1971: Üç Arkadaş
- 1975: Çirkin dünya
- 1976: Gelin
- 1983: Derman
- 1985: Kurbagalar
- 2001: Sellale
- 2003: Hababam sinifi merhaba
- 2007: Hicran sokagi